# 이현재 (1949년)
이현재(李賢在, 1949년 4월 25일~)는 대한민국 정치인, 대학 교수이다. 제19대 경기도 하남시장(민선 8기)이다. 참여정부시절 중소기업청장 출신의 대표 경제통 관료로 여겨진다.

## 학력
- 회인국민학교 졸업
- 청주대성중학교 졸업
- 청주고등학교 졸업[1]
- 연세대학교 전자공학 학사
- 서울대학교 행정대학원 행정학 석사
- 서던캘리포니아대학교 행정대학원 행정학 석사
- 건국대학교 경영대학원 경영학 박사

## 주요 경력
- 1987~1990:대통령비서실 정무수석비서관실 과장
- 1990~1993:상공자원부 조선과, 총무과장
- 1998.08~2001:주 일본 대사관 참사관
- 2001~2002:산업자원부 산업기술국장
- 2003.03~2004.08:산업자원부 기획관리실장
- 2004.08~2006:대통령비서실 산업정책비서관
- 2006.03~2008.02:중소기업청장
- 2008.08~2009.08:숭실대학교 겸임교수
- ~2021.11:윤석열 국민캠프 위드 코로나 민생회복대책총괄특보
- 2021.12~2022.01: 국민의힘 살리는 선거대책위원회 조직총괄본부 중소기업자영업 성장디딤돌특별위원회 위원장
- 2022년 6월 1일: 제8회 전국동시지방선거 당선(민선 8기, 경기도 하남시장, 국민의힘, 초선)
- 2022.07~: 제19대 경기도 하남시장(민선 8기, 국민의힘, 초선)
- 2022.07~2022.09: 경기도시장군수협의회 임시회장

## 주요 의정 활동
- 2008년 4월~2012년 2월:한나라당 경기도당 하남시 당원협의회 위원장
- 2010년 8월~2011년 8월:한나라당 제2사무부총장
- 2011년 8월~2012년 2월:한나라당 정책위원회 국토해양정책조정 부위원장
- 2012년 4월~2016년 2월:새누리당 경기도당 하남시 당원협의회 위원장
- 2012년 4월 11일: 대한민국 제19대 국회의원 선거 당선(경기 하남시, 새누리당, 초선)
- 2012년 5월 30일~2016년 5월 29일:제19대 국회의원 (경기 하남시, 새누리당, 초선)
- 2012년 5월~2013년 5월:새누리당 원내부대표
- 2012년 6월~2013년 5월:제19대 국회 운영위원회 위원
- 2012년 6월~2013년 3월:제19대 국회 전반기 지식경제위원회 위원
- 2013년 1월~2013년 2월:제18대 대통령직인수위원회 경제2분과 간사
- 2013년 4월~2016년 5월:제19대 국회 전반기, 후반기 산업통상자원위원회 위원
- 2013 6월~2014년 5월:새누리당 정책위원회 제4정책조정위원회 간사
- 2013년 8월~2015년 5월:제19대 국회 예산결산특별위원회 위원
- 2013년 11월~2014년 5월:새누리당 직능특별위원회 중소기업, 소상공인 분과위원장
- 2014년 3월~2014년 11월: 새누리당 국민경제혁신위원회 공기업개혁분과 위원장
- 2014년 5월~2015년 1월:새누리당 정책위원회 부의장
- 2014년 12월~2016년 5월:새누리당 중소기업소상공인특별위원회 부위원장
- 2015년 2월~2015년 7월:새누리당 정책자문위원회 수석부위원장
- 2016년 4월 13일: 대한민국 제20대 국회의원 선거 당선(경기 하남시, 새누리당, 재선)
- 2016년 5월 30일~2020년 5월 29일: 제20대 국회의원 (경기 하남시, 새누리당→자유한국당→미래통합당→무소속, 재선)
- 2016년 6월~2017년 1월:제20대 국회 전반기 기획재정위원회 간사
- 2016년 7월~2016년 12월:새누리당 정책위원회 부의장
- 2016년 7월~2017년 7월:제20대 국회 민생경제특별위원회 위원
- 2016년 9월~2017년 2월:새누리당 경기도당 하남시 당원협의회 위원장
- 2016년 12월~2017년 2월:새누리당 정책위원회 의장
- 2017년 1월~2018년 5월:제20대 국회 전반기 기획재정위원회 위원
- 2017년 1월~2017년 2월:새누리당 비상대책위원회 위원
- 2017년 2월~2018년 9월:자유한국당 경기도당 하남시 당원협의회 위원장
- 2017년 2월~2017년 8월:자유한국당 정책위원회 의장
- 2017년 2월~2017년 7월:자유한국당 비상대책위원회 위원
- 2017년 7월~2017년 8월:자유한국당 최고위원
- 2018년 7월~2020년 5월: 제20대 국회 후반기 국토교통위원회 위원
- 2018년 10월~2019년 6월:제20대 국회 후반기 4차산업혁명특별위원회 위원
- 2018년 12월~2020년 5월: 제20대 국회 공공부문 채용비리 의혹과 관련된 국정조사특별위원회 위원
- 2019년 3월~2019년 5월:자유한국당 文정권 경제실정백서특별위원회 위원
- 2019년 6월~2019년 9월:자유한국당 2020 경제대전환 위원회 경쟁력 강화 분과위원
- 2019년 7월~2020년 5월: 제20대 국회 예산결산특별위원회 위원
- 2019년 10월:자유한국당 국가정상화특별위원회 위원

## 논란

### 제3자 뇌물수수 혐의
2013년 1월부터 2015년 4월까지 경기 하남 위례신도시 내 위례 열병합발전소를 건설한 회사 측에 편의를 봐주는 대가로 지인이 운영하는 업체 두 곳이 전기 등 일부 공사를 수주받을 수 있도록 한 혐의를 받고 있으며 검찰은 2016년 12월 12일 이 의원의 사무실 등 3곳을 압수수색하였다. 

그 결과 제3자 뇌물수수 혐의로 2017년 7월 14일 불구속 기소되었다. 이현재 의원은 2014년 3월 SK E&S의 하남열병합발전소 시공사인 SK건설이 발주한 21억 원 상당의 배전반 납품 공사를 자신의 동향출신이 운영하는 업체에 공사를 주게 한 혐의와 2015년 6월부터 지난해 4월까지 이 의원의 후원회 사무국장 출신(47)이 근무하는 회사에 25억 상당의 공사를 발주하기로 약속하고 실제로 12억 원 상당의 공사를 주고, 자신과 동향인 지인을 SK E&S 자회사에 채용 청탁한 혐의,  SK E&S로부터 신속한 공사계획 인가와 환경부의 발전소 연돌(굴뚝) 높이 상향 요구 무마, 조기에 천연가스를 공급받을 수 있도록 한국가스공사에 영향력 행사, 신속히 공사계획 인가를 받기 위해 산자부에 영향력 행사 등 지속적으로 힘써 달라는 청탁을 받고 그 대가로 공사 수주를 청탁하고 이 의원의 보좌관 김씨는 SK E&S의 부탁을 이 의원에게 전달하거나 직접 관련 부처에 영향력을 행사하는 대가로 이 의원과 고향이 같은 지인의 회사를 SK E&S의 협력업체로 등록하도록 청탁하였으며 이 과정에서 이 의원의 지인 회사에서 1221만 원 상당의 향응을 받은 것으로 검찰은 보고 있다. 

2019년 11월 26일 수원지법에서 열린 1심에서 제3자 뇌물수수 혐의에 대해 징역 1년 실형을 선고받았다. 다만 재판부는 현직 국회의원에 대해 국회 동의 없이 구금할 수 없다는 이유로 법정구속은 하지 않았다.  2020년 11월 9일 수원고법 제3형사부(부장판사 엄상필) 심리로 열린 공판에서 재판부는 원심에서 제3자 뇌물수수 혐의로 징역 1년을 선고받은 이 전 의원에 대해 "개별적인 대상과 청탁에는 직무 범위와 대가가 이전되고 대가 관계를 인식해야 한다"며 1심 판결을 뒤집고 무죄 판결을 내렸다.  2021년 4월 29일 대법원에서 열린 상고심에서 최종 무죄 확정 판결을 받고, 장장 5년에 걸친 수사와 재판 끝에 누명을 벗었다.  

## 상훈
- 2003.12: 홍조근정훈장

## 저서
- 2007년: 나는 현장에서 희망을 본다
- 2012년: 하남의 꿈

## 역대 선거 결과
|  | 38.67% |

|  | 52.81% |

|  | 50.55% |

|  | 15.46% |

|  | 56.02% |

## 소속 정당
| 소속 정당 | 소속 정당  | 소속 기간 | 비고      |
| --------- | ---------- | --------- | --------- |
|           | 한나라당   | 2008~2012 | 정계 입문 |
|           | 새누리당   | 2012~2017 | 당명 변경 |
|           | 자유한국당 | 2017~2020 | 당명 변경 |
|           | 미래통합당 | 2020      | 합당      |
|           | 무소속     | 2020~2021 | 탈당      |
|           | 국민의힘   | 2021~현재 | 복당      |

## 같이 보기
- 하남시 (선거구)
- 하남시의 국회의원
- 대한민국의 중소기업청장
- 하남시장